# Герман Анастасиадис
Герман (на гръцки: Γερμανός, Германос) е гръцки духовник, митрополит на Цариградската патриаршия.

## Биография
Роден е в източнотракийското село Агиос Георгиос, Деркоска епархия, днес Гюверджинтепе, Турция с фамилията Анастасиадис (Αναστασιάδης). Завършва богословското училище на остров Халки в 1892 година и в 1894 година е хиротонисан за архидякон в Корчанската епархия. В 1897 година става протосингел на Халкидонската митрополия, а на 2 март 1903 година е ръкоположен за титулярен левкийски епископ, викарий на Халкидонската митрополия. На 31 юли 1908 година е избран за струмишки митрополит.
След като избраният на 13 май 1910 година за корчански митрополит архимандрит Димитрий Георгиадис не приема избора, на 8 юни 1910 година на негово място е избран Герман Струмишки. В 1915 или след окупацията на Корча от французите в 1916 година е принуден да отиде в Атина, където остава до 1921 г., но продължава да носи титлата корчански митрополит. Поддържа и гръцката пропаганда в Македония и усилията на Гърция за присъединяване на Северен Епир. Автономното правителство на Северен Епир го прави министър.
Управлява първоначално временно, а на 22 февруари 1922 година след като подава оставка като корчански е избран Сисанийската епархия в Сятища, която след смъртта на митрополит Йеротей в 1920 година се управлява от Емилиан Гревенски. В 1924 година е назначен за митрополит на новообразуваната Цикладска епархия, но не е допуснат от италианските власти и е преназначен в Лъгадинска епархия. Заминава в Атина да се лекува.
През октомври 1932 година подава оставка. След оставката му митрополията е закрита и диоцезът ѝ е присъединен към Солунската митрополия. Умира на 13 ноември 1941 година.